# Andrzej Poczobut
Andrzej Poczobut (biał. Андрэй Пачобут, Andrej Paczobut, ur. 16 kwietnia 1973 w Brzostowicy Wielkiej) – polsko-białoruski dziennikarz, publicysta i bloger związany z Grodnem, działacz mniejszości polskiej i opozycji na Białorusi, więzień polityczny.

## Życiorys

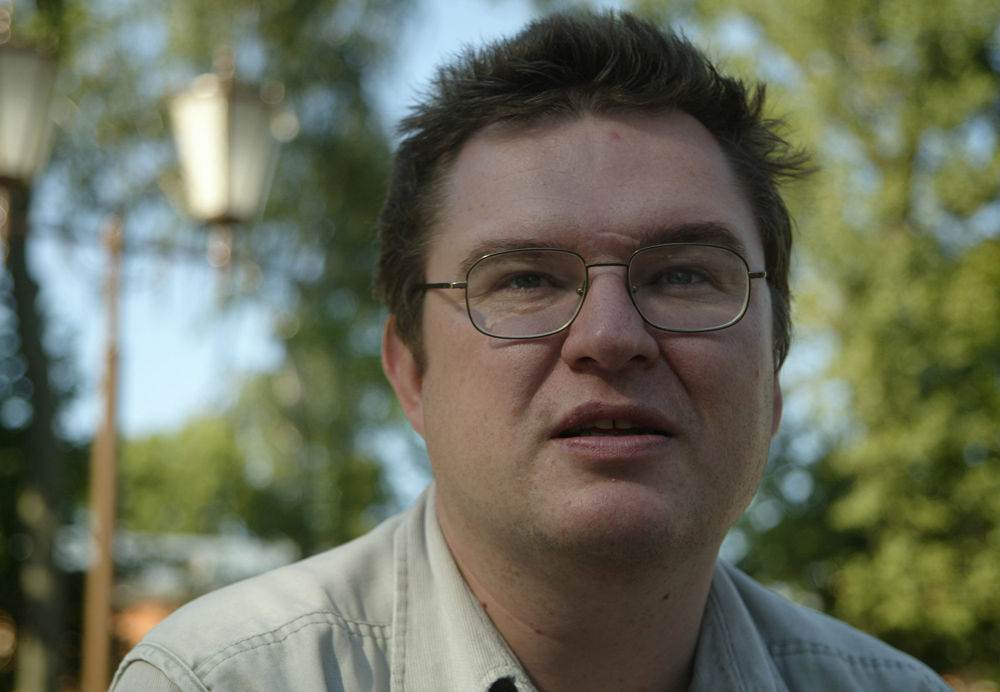
Andrzej Poczobut (2005)

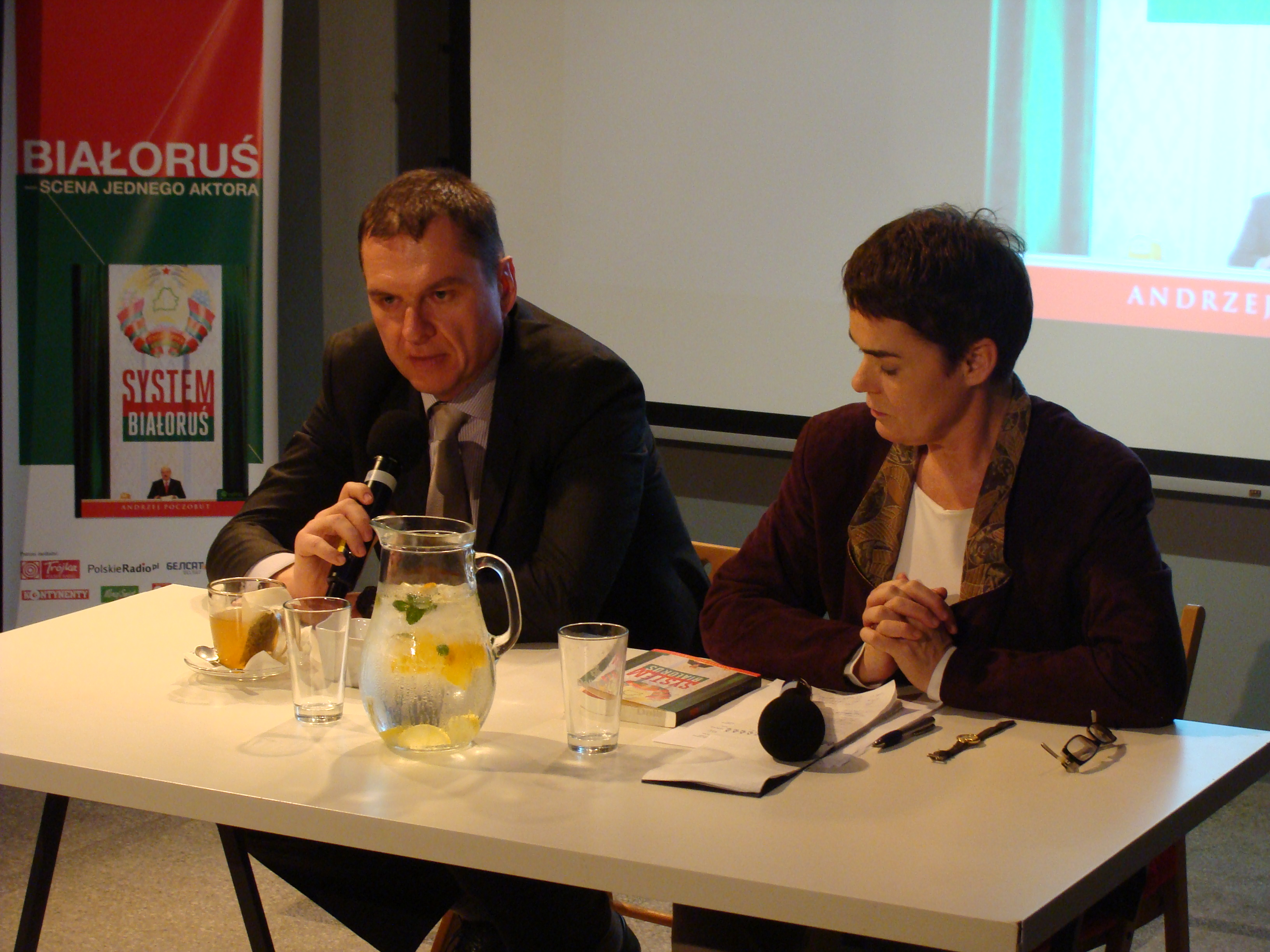
Andrzej Poczobut i Maria Przełomiec podczas prezentacji książki „System Białoruś” w Warszawie (2013)

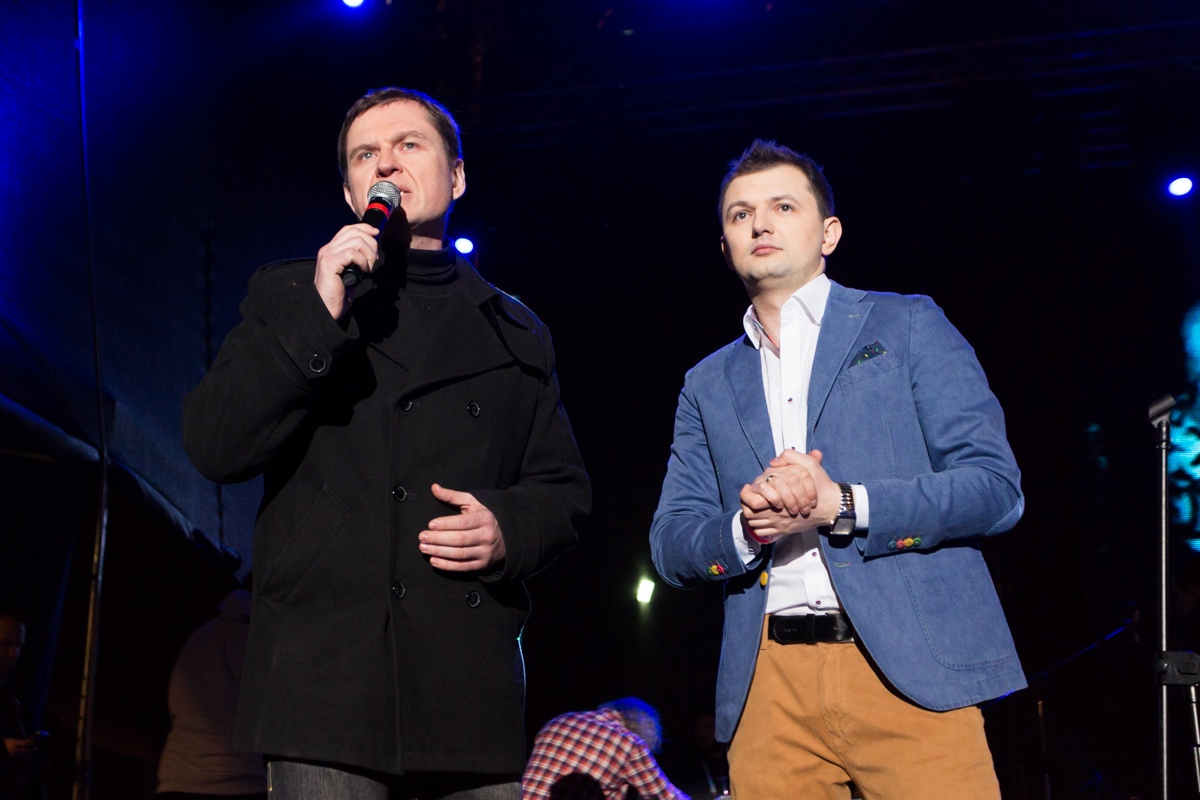
Andrzej Poczobut i Dzmitryj Hurniewicz na koncercie „Solidarni z Białorusią” w Warszawie (2014)

Urodził się 16 kwietnia 1973 w Brzostowicy Wielkiej. W 1998 ukończył studia na Wydziale Prawa Grodzieńskiego Uniwersytetu Państwowego im. Janki Kupały.
W latach 1999–2001 był wykładowcą prawa w Grodzieńskim Państwowym Koledżu Politechnicznym oraz w technikum prawa i biznesu. Następnie zajął się działalnością dziennikarską. Pracował m.in. w grodzieńskich gazetach „Pahonia”, „Dień”, „Miestnoje Wriemia”, „Głos znad Niemna” oraz ogólnokrajowym dzienniku niezależnym „Narodnaja Wola”. Pełnił funkcję Redaktora naczelnego „Magazynu Polskiego na uchodźstwie” – czasopisma Związku Polaków na Białorusi pod kierownictwem Anżeliki Orechwo (wcześniej Andżeliki Borys). Od 2006 r. korespondent „Gazety Wyborczej” w Grodnie.
Aktywny działacz ZPB od lat 90. XX w. Zawsze twardo opowiadał się za zachowaniem pełnej niezależności organizacji od władz w Mińsku, ale w ramach ustawodawstwa Białorusi. Pełnił obowiązki przewodniczącego Rady Naczelnej ZPB nieuznawanej przez władze w Mińsku.
Należy do przeciwników prezydenta Białorusi Aleksandra Łukaszenki, którego reżim niejednokrotnie krytykował w swoich artykułach. Za działalność społeczną i dziennikarską wielokrotnie zatrzymywany i aresztowany.
Jest ekspertem od spraw związanych z historią służb specjalnych ZSRR na terenie Zachodniej Białorusi oraz działalnością AK na tych terenach.

### Aresztowanie i proces w 2011
18 marca 2011 prokuratura obwodu grodzieńskiego postawiła mu zarzut o znieważenie Aleksandra Łukaszenki w szeregu artykułów w „Gazecie Wyborczej” na portalu „Biełorusskij Partizan” oraz w swoim prywatnym blogu. 6 kwietnia 2011 został zatrzymany na 72 godziny, gdy próbował wyjechać do Mińska, by wziąć udział w połączeniu (przez telełącze) z przedstawicielstwa Komisji Europejskiej z delegacją Parlamentu Europejskiego ds. Białorusi, a następnie został osadzony w areszcie śledczym. 5 lipca 2011 sąd w Grodnie skazał Andrzeja Poczobuta na 3 lata więzienia w zawieszeniu na okres 2 lat. 23 września 2013, po upływie dwuletniego okresu zawieszenia, sąd w Grodnie zdecydował o zwolnieniu Poczobuta z odbywania kary.

### Aresztowanie i proces w 2012
21 czerwca 2012 prokuratura obwodu grodzieńskiego po raz kolejny postawiła Andrzejowi Poczobutowi zarzut znieważenia Aleksandra Łukaszenki, którego miał się dopuścić w swoich publikacjach na białoruskich stronach internetowych „Biełorusskij Partizan” oraz „Karta'97”. W jego mieszkaniu przeprowadzono rewizję, a on sam został aresztowany i osadzony w grodzieńskim więzieniu. Po dziewięciu dniach został on wypuszczony na wolność z zakazem opuszczania Grodna. Andrzej Poczobut miał być sądzony z art. 367 cz. 2 kodeksu karnego, za co przewidziana jest kara do 5 lat więzienia. W marcu 2013 komitet śledczy obwodu grodzieńskiego poinformował o umorzeniu dochodzenia.

### Aresztowanie i proces w 2021
Został ponownie aresztowany 25 marca 2021, Wysoki przedstawiciel Unii do spraw zagranicznych i polityki bezpieczeństwa Josep Borrell potępił zatrzymanie. 9 grudnia 2021 Sejm RP IX kadencji przyjął uchwałę „wzywającą reżim białoruski do zaprzestania represji wobec Andżeliki Borys i Andrzeja Poczobuta oraz innych więźniów politycznych”. Podobną uchwałę Sejm przyjął 28 marca 2022. Proces Poczobuta rozpoczął się 16 stycznia 2023 roku. Sąd obwodowy w Grodnie 8 lutego 2023 skazał Andrzeja Poczobuta na 8 lat więzienia o zaostrzonym rygorze (osadzenie w kolonii karnej). W sierpniu 2023 został ukarany półrocznym pobytem w karcerze.

## Życie prywatne
Jest synem Stanisława, krajoznawcy i publicysty, znawcy historii Grodzieńszczyzny, prowadzącego programy (w języku polskim) poświęcone tej tematyce w Telewizji Biełsat i Radiu Racja.
Żonaty z Oksaną, ma córkę i syna.

## Publikacje
- System Białoruś, Gliwice, 2013.

## Nagrody
- Nagroda magazynu ARCHE „Za prawdziwe słowo” (Białoruś, 18 stycznia 2009)[24]
- Nagroda im. Witolda Hulewicza (Polska, 8 grudnia 2010)[25]
- Nagroda im. Andrzeja Woyciechowskiego (Polska, 17 listopada 2011) – za materiał dziennikarski, który istotnie wpłynął na świadomość Polaków[26]
- MediaTory (Polska, 3 grudnia 2011)[27]
- Dziennikarz Roku (Polska, 14 grudnia 2011)[28]
- Główna Nagroda Wolności Słowa Stowarzyszenia Dziennikarzy Polskich za rok 2020[29]
- Nagroda „Za Zasługi dla Polski i Polaków poza granicami” (2021, TVP Polonia)[30]
- Nagroda Wolności Słowa IAPC (Polska, 26 kwietnia 2023)[31]
- Medal 75-lecia Misji Jana Karskiego (Polska, sierpień 2023)[32]
- Nagroda specjalna „Pióro Nadziei” Amnesty International Polska (2023, za niezłomność w pracy medialnej na rzecz praw człowieka)[33]
- Nagroda im. Sérgio Vieira de Mello wysokiego komisarza Narodów Zjednoczonych do spraw praw człowieka (2023)[34]
- Nagroda specjalna w ramach konkursu „Newsweeka” im. Teresy Torańskiej (2024)[35]